# Castillo de Almenar

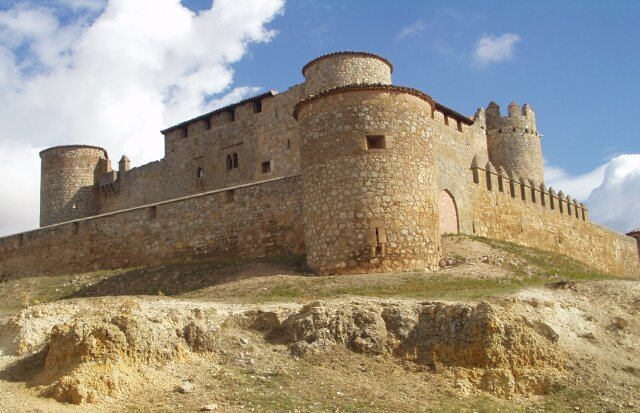
Castillo de Almenar

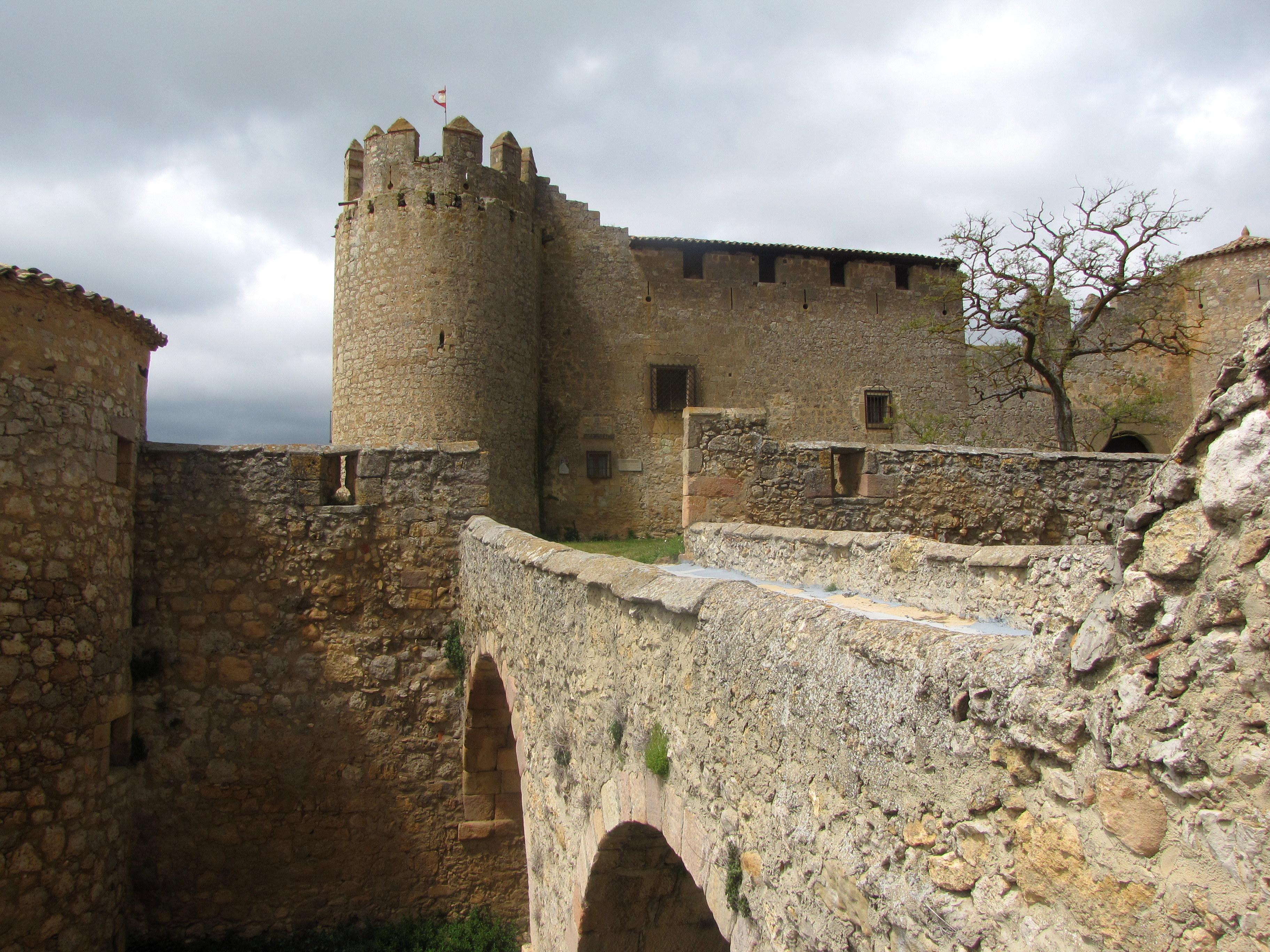
Brücke zum Eingang

Das Castillo de Almenar in Almenar de Soria, einer spanischen Gemeinde in der Provinz Soria der Autonomen Gemeinschaft Kastilien und León, wurde ursprünglich im 10. Jahrhundert errichtet. Die Burg, auf einem langgestreckten Bergrücken, ist seit 1949 ein geschütztes Baudenkmal (Bien de Interés Cultural).

## Geschichte
Der älteste Teil der Burg ist der Wohnturm (torre del homenaje). Im 15. Jahrhundert wurden der innere Befestigungsring und Teile der äußeren Ringmauer errichtet. Im 16. Jahrhundert wurden die Türme umgebaut.
Die Burg wurde zeitweise von Karl II. und Philipp V. bewohnt. Die Burg inspirierte den Autor der spanischen Romantik Gustavo Adolfo Bécquer zu seinen Erzählungen.